# Світлий (Світлинський район)
Сві́тлий (рос. Светлый) — селище, центр Світлинського району Оренбурзької області, Росія.

## Населення
Населення — 7992 особи (2010; 9026 у 2002).
Національний склад (станом на 2002 рік):
- росіяни — 74 %